# Maratona aquática no Campeonato Mundial de Esportes Aquáticos de 2017
Os eventos da maratona aquática no Campeonato Mundial de Esportes Aquáticos de 2017 ocorreram entre 14 e 22 de julho de 2017 em Budapeste, Hungria. 

## Calendário
| Julho de 2017     | 14 | 15 | 16 | 17 | 18 | 19 | 20 | 21 | 22 | T |
| ----------------- | -- | -- | -- | -- | -- | -- | -- | -- | -- | - |
| Maratona aquática |    | 1  | 1  |    | 1  | 1  | 1  | 2  |    | 7 |

## Eventos
Sete provas foram no evento. 
| Prova           | Dia         |
| --------------- | ----------- |
| 5 km feminino   | 19 de julho |
| 5 km masculino  | 15 de julho |
| 10 km masculino | 18 de julho |
| 10 km feminino  | 16 de julho |
| 5 km por equipe | 20 de julho |
| 25 km masculino | 21 de julho |
| 25 km feminino  | 21 de julho |

## Medalhistas
Masculino
| Evento         | Ouro                     | Ouro      | Prata                 | Prata     | Bronze                   | Bronze    |
| 5 km detalhes  | FRA Marc-Antoine Olivier | 54:31.4   | ITA Mario Sanzullo    | 54:32.1   | GBR Timothy Shuttleworth | 54:42.1   |
| 10 km detalhes | NED Ferry Weertman       | 1:51:58.5 | USA Jordan Wilimovsky | 1:51:58.6 | FRA Marc-Antoine Olivier | 1:51:59.2 |
| 25 km detalhes | FRA Axel Reymond         | 5:02:46.4 | ITA Matteo Furlan     | 5:02:47.0 | RUS Evgeny Drattsev      | 5:02:49.8 |

Feminino
| Evento         | Ouro                  | Ouro      | Prata                     | Prata     | Bronze                                  | Bronze    |
| 5 km detalhes  | USA Haley Anderson    | 59:07.00  | FRA Aurélie Muller        | 59:10.50  | BRA Ana Marcela Cunha                   | 59:11.40  |
| 10 km detalhes | FRA Aurélie Muller    | 2:00:13.7 | ECU Samantha Arévalo      | 2:00:17   | BRA Ana Marcela Cunha ITA Arianna Bridi | 2:00:17   |
| 25 km detalhes | BRA Ana Marcela Cunha | 5:21:58.4 | NED Sharon van Rouwendaal | 5:22:00.8 | ITA Arianna Bridi                       | 5:22:08.2 |

Equipe mista (Masculino e Feminino)
| Evento        | Ouro                                                                                   | Ouro     | Prata                                                                                     | Prata    | Bronze                                                                                 | Bronze   |
| 5 km detalhes | França FRA · Oceane Cassignol · Logan Fontaine · Aurélie Muller · Marc-Antoine Olivier | 54:05.90 | Estados Unidos USA · Brendan Casey · Ashley Twichell · Haley Anderson · Jordan Wilimovsky | 54:18.10 | Itália ITA · Rachele Bruni · Giulia Gabbrielleschi · Federico Vanelli · Mario Sanzullo | 54:31.00 |

## Quadro de medalhas
| Ordem | País           | Medalha de ouro | Medalha de prata | Medalha de bronze | Total |
| ----- | -------------- | --------------- | ---------------- | ----------------- | ----- |
| 1     | França         | 4               | 1                | 1                 | 6     |
| 2     | Estados Unidos | 1               | 2                | 0                 | 3     |
| 3     | Países Baixos  | 1               | 1                | 0                 | 2     |
| 4     | Brasil         | 1               | 0                | 2                 | 3     |
| 5     | Itália         | 0               | 2                | 3                 | 5     |
| 6     | Equador        | 0               | 1                | 0                 | 1     |
| 7     | Reino Unido    | 0               | 0                | 1                 | 1     |
| 7     | Rússia         | 0               | 0                | 1                 | 1     |
| Total | Total          | 7               | 7                | 8                 | 22    |